# 池田宏 (内務官僚)

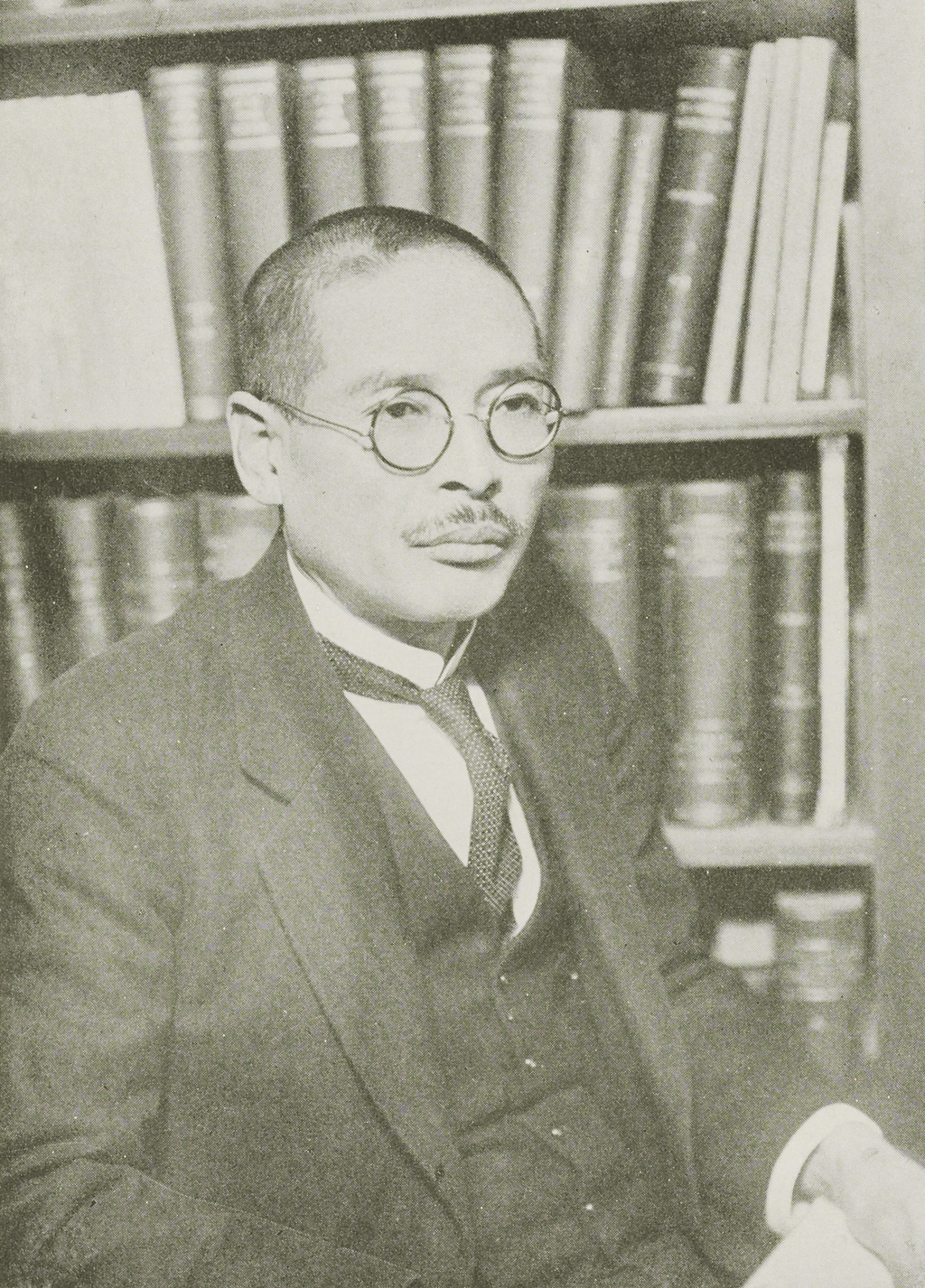
池田宏

池田 宏（いけだ ひろし、1881年（明治14年）7月30日 - 1939年（昭和14年）1月7日）は、日本の内務官僚、都市計画家。都市計画法（旧法）の制定に携わり、内務省にあって優れた手腕から「切れ者」という異名をとった。関東大震災後の東京市助役、京都府と神奈川県の知事（官選）も務めた。

## 略歴・人物
静岡県生まれ。旧幕臣、郡長・池田忠一の長男として生まれる。東京府立一中中退、旧制静岡中卒業。一高を経て、1905年（明治38年）、京都帝国大学法科大学法律科卒。同年、内務省に入り地方局に勤務した。その後、奈良県事務官・第二部長、神奈川事務官、三重県事務官を経て、1911年に土木局道路課長として本省に戻った。1913年から翌年にかけて欧米視察に出て、ロンドンの万国道路会議に出席、各国を巡り、特にドイツの都市計画制度から大きな影響を受けた。帰国後、明治時代以来の懸案であった道路法制定に取り組む（次の道路課長佐上信一のときに実現）。
後藤新平内務大臣に認められ、1917年、後藤内相の指導力により創設された内務省大臣官房都市計画課の初代課長に就任した。都市計画法案を起草し、同法及び市街地建築物法案を審議する都市計画調査会の幹事を務めた。また1917年に創設され、内務省に事務局が置かれた都市研究会（会長は後藤）の創設メンバーの一人である。
1920年、内務省に社会局が創設されると初代局長に就任した（内務省の社会局と衛生局はその後、厚生省の母体となる）。1920年12月、東京市長に選出された後藤新平は3名の助役に内務官僚を据えた。第1助役は永田秀次郎、第2助役は池田、第3助役は前田多門であり、後藤新平は東京市政の日常を3名の助役に任せ、「疊（たたみ）」と称した。後藤市長の東京市政要綱（いわゆる8億円計画）の策定や、財団法人東京市政調査会の設立にあたった。1923年4月、後藤はソビエト連邦との国交回復にあたるため市長を辞任、池田も6月に助役を辞し、しばらく京都の山荘で過ごした。
1923年9月の関東大震災後、内務大臣の後藤新平が帝都復興院を新設してその総裁になると、理事兼計画局長に就任し、帝都復興計画の立案に関わった。復興院では、土地区画整理をめぐって、副総裁宮尾舜治とともに消極的な拙速主義を取り、積極主義の副総裁松木幹一郎や建築局長佐野利器と対立して、計画縮小を招いた。
1924年12月、京都府知事に転出し、1926年、神奈川県知事を務める。1929年に内務官僚を辞する。
退官後は大阪市立大学の前身である大阪商科大学市政科を中心に専修大学、京都帝国大学などで教鞭を執る。
その間、都市調査会の機関誌『都市公論』東京市政調査会の機関紙『都市問題』などを通して都市問題、都市計画全般の研究、評論に尽くした。その生涯に200余の著作（単行本、雑誌論文等）を残した。
1939年、腎盂炎により死去。墓所は多磨霊園。

## 栄典
- 1930年（昭和5年）12月5日 - 帝都復興記念章[11]

## 著作
- 池田宏『現代都市の要求』都市研究会、1919年。
- 池田宏『都市計画法制要論』都市研究会、1921年。
- 池田宏『都市経営論』都市研究会、1922年。
- 池田宏『東京都制論』東京市政調査会、1935年。
- 池田宏遺稿集刊行会編『池田宏都市論集』池田宏遺稿集刊行会、1940年。

## 親族
- 弟 池田克（最高裁判所裁判官）
- 義父 大森鍾一（内務官僚・男爵）